# Sokollu Pasamoskee
De Sokollu Pasamoskee (Turks: Sokollu Pasa Camii) is een moskee-complex in de Europese wijk Kadirga in het district Eminönü in Istanboel, Turkije.
De moskee werd gebouwd in 1571-1572 door de beroemde Ottomaanse architect Mimar Sinan voor grootvizier Sokollu Mehmet Paşa, de man van een van de kleindochters van Sultan Süleyman I, Princess Esmahan. De moskee was oorspronkelijk vernoemd naar haar, maar is tegenwoordig beter bekend onder de naam van haar meer beroemde man. De moskee staat bekend om zijn met blauwe tegels (İznik-keramiek) ingelegde interieur en om het feit dat hij gebouwd is op een steile helling. De voornaamste bouwmaterialen die voor de moskee zijn gebruikt zijn graniet en marmer.